# Maxeys
La ville de Maxeys est située dans le comté d'Oglethorpe, dans l’État de Géorgie, aux États-Unis. Sa population s’élevait à 224 habitants lors du recensement de 2010.

## Démographie
| 1880 | 1910 | 1920 | 1930 | 1940 | 1950 |
| ---- | ---- | ---- | ---- | ---- | ---- |
| 97   | 334  | 356  | 209  | 226  | 204  |

| 1960 | 1970 | 1980 | 1990 | 2000 | 2010 |
| ---- | ---- | ---- | ---- | ---- | ---- |
| 149  | 229  | 205  | 180  | 210  | 224  |

## Source
- (en) Cet article est partiellement ou en totalité issu de l’article de Wikipédia en anglais intitulé « Maxeys, Georgia » (voir la liste des auteurs).